# Sphenacodontidae
Sphenacodontidae — викопна родина пелікозаврів від малих до великих, розвинених, м'ясоїдних, пізнього пенсильванського періоду до середньо-пермського. Найновіший з них, Dimetrodon angelensis, походить з пізнього кунгурського або раннього роудського періоду формації Сан-Анджело. Однак, враховуючи сумнозвісну неповноту літопису скам'янілостей, нещодавнє дослідження прийшло до висновку, що Sphenakodontidae, можливо, вимерли ще на початку капітанського періоду. Примітивні форми, як правило, були невеликими (від 60 см до 1 метра), але протягом пізньої частини ранньопермського періоду ці тварини поступово зростали (до 3 метрів і більше), щоб стати головними хижаками свого середовища. Скам'янілості сфенакодонтид поки що відомі лише з Північної Америки та Європи.

## Характеристики

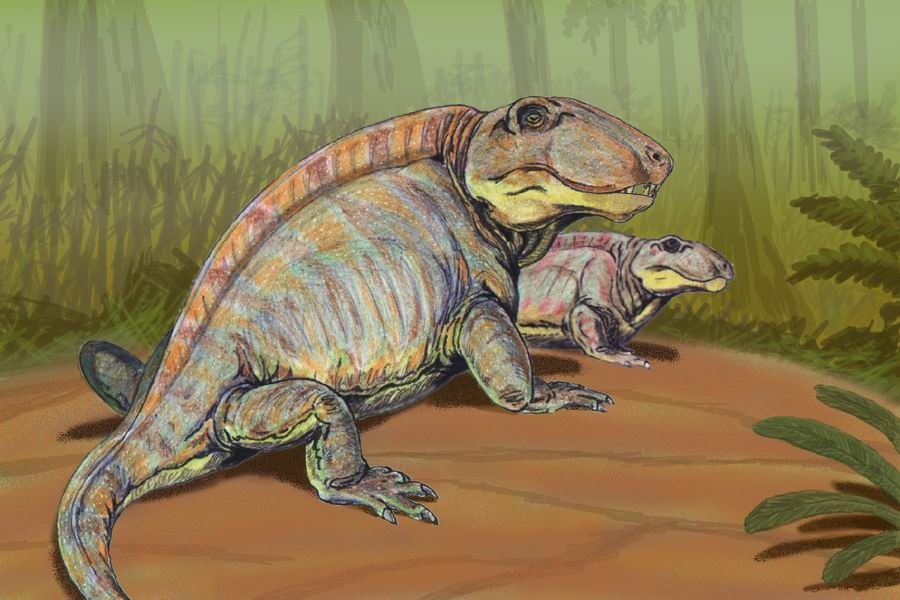
Відновлення двох особин Sphenakodon

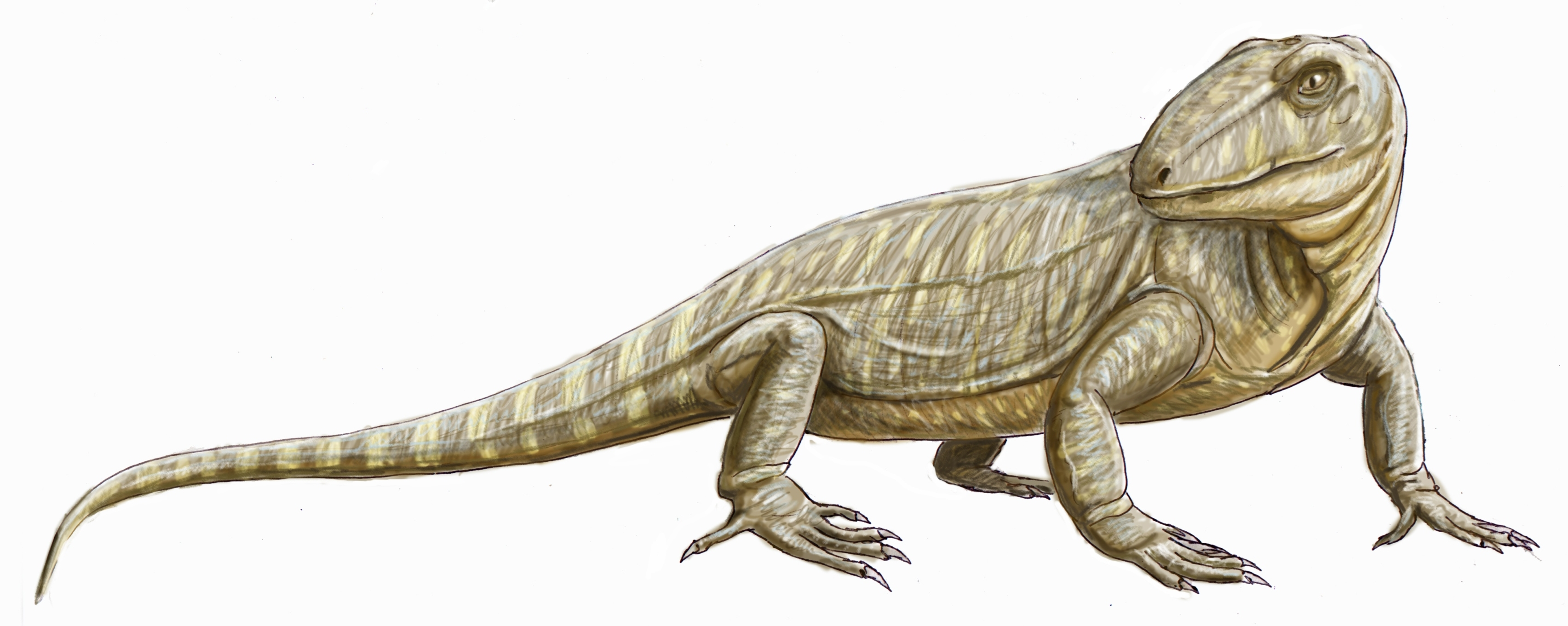
Відновлення зовнішності Cutleria

Череп довгий, глибокий і вузький, це пристосування для сильних щелепних м'язів. Передні зуби великі і схожі на кинджали, тоді як зуби з боків і ззаду щелепи значно менші (звідси назва відомого роду Dimetrodon — «зуб двох мірок», хоча всі представники родини мають цей атрибут).
Кілька великих (~3 метри) і розвинених представників цієї групи (Ctenospondylus, Sphenakodon, Secodontosaurus, Dimetrodon) вирізняються високим вітрилом уздовж спини, що складається з подовжених нервових шипів хребців, які за життя повинні були бути вкриті шкірою та кровоносних судин і, ймовірно, функціонував як пристрій терморегуляції. Однак володіння вітрилом не було необхідним для цих тварин. Наприклад, є випадок, коли в одного роду (Sphenacodon — скам'янілості відомі з Нью-Мексико) немає вітрила, тоді як у дуже подібного та близького роду (Dimetrodon — скам'янілості відомі з Техасу) воно є. Протягом пермського періоду ці два регіони були розділені вузьким морським шляхом, але незрозуміло, чому одна географічно ізольована група має розвинути вітрило, а інша — ні.